# 芭茅溪乡
芭茅溪乡，是中华人民共和国湖南省张家界市桑植县下辖的一个乡镇级行政单位。

## 行政区划
芭茅溪乡下辖以下地区：
楠木坪村、黄连台村、芭茅溪村、汨落湖村、辽竹湾村、桑植坪村、取和平村、十里坡村、杨家湾村和水田坝村。